# Paul Elvstrøm
Paul Bent Elvstron (Hellerup, 25 de fevereiro de 1928 – Hellerup, 7 de dezembro de 2016) foi um velejador e campeão olímpico dinamarquês, o primeiro velejador a  conquistar 4 medalhas de ouro em Jogos Olímpicos.

## Carreira
Em Londres 1948, com apenas 20 anos de idade, conquistou sua primeira medalha de ouro olímpica, na classe firefly, atual classe Finn. Repetiu o feito em Helsinque 1952, Melbourne 1956 e Roma 1960. Além disso, em várias classes diferentes, conquistou treze campeonatos mundiais.
Ao lado dos americanos Al Oerter (lançamento do disco) e Carl Lewis (salto em distância), e do britânico Ben Ainslie (vela), são os únicos tetracampeões olímpicos de uma prova individual em quatro edições consecutivas. Assim, seu recorde de quatro ouros na vela, foi igualado por Ben Ainslie, em 2012.

## Criações
Além de velejar, inventou diversos mecanismo que ajudaram na confecção dos barcos modernos, como o Bayler, o sistema de Bujas auto-cambantes, a fábrica de velas Elvstrøm Sails, além de ajudar em muitos livros de regras.[carece de fontes?]